# Imperial CinePix
Imperial CinePix – polski dystrybutor filmowy. 
Utworzony w końcu 1991 roku jako Imperial Entertainment o charakterze biura handlowego amerykańskiego przedsiębiorstwa o tej samej nazwie, zajmującego się produkcją i obrotem filmów w kinach i na kasetach. Filia polska zajęła się sprzedażą kaset VHS oraz dystrybucją kinową. Pierwszym filmem wystawionym w kinie był The Doors. W latach 1992–1994, przedsiębiorstwu przypadło wyświetlanie wielu światowych hitów jak m.in. Terminator 2, Nagi instynkt czy Uniwersalny żołnierz, jednak problemem była ograniczona liczba kopii filmu oraz wysoka cena biletów. Imperial postanowił skupić się na rynku domowym, tworząc wraz z Syrena Entertainment Group wspólną spółkę Sigma Pictures, która w latach 1995–1998 zajmowała się dystrybucją kinową na licencji Imperialu aż do ich całkowitego odejścia z tego segmentu.  
W listopadzie 2003 roku po rozpadzie Syrena Entertainment, dwaj dawni udziałowcy tego przedsiębiorstwa - Jerzy Jednorowski oraz Levis Minford, utworzyli wraz z Imperialem nową spółkę o nazwie CinePix, kontynuującą tradycję dystrybucji kinowej. 1 lutego 2007 roku w wyniku fuzji powstał Imperial CinePix, oznaczając tym samym powrót Imperialu na rynek kinowy. Imperial CinePix był wyłącznym dystrybutorem kinowym oraz DVD i Blu-ray filmów takich wytwórni jak 20th Century Studios, MGM, Sony Pictures Home Entertainment i Paramount Pictures. Spółka zakończyła działalność 11 maja 2020 roku, a jej oficjalny kanał na YouTubie został przemianowany na 20th Century Studios.

## Przykładowe spolonizowane filmy
- X-Men: Apocalypse (2016)
- Gwiezdne Wojny (2015)
- Ciemny kryształ (2009)
- Labirynt (2008)
- Kod da Vinci (2006)
- Auta (2006)
- Madagaskar (2005)
- Iniemamocni (2004)
- Piraci z Karaibów (2003)
- Epoka lodowcowa (2002)
- Shrek (2001)
- Dawno temu w trawie (1998)
- Armageddon (1998)
- Titanic (1997)